# Agrònom
|  | Per a altres significats, vegeu «Enginyer agrònom». |

Vegeu agronomia per la ciència que tracta l'estudi dels conreus i dels sóls.
Agrònom (en grec antic ἀγρονόμος) eren uns magistrats descrits per Aristòtil que actuaven a l'antiga Grècia. Eren equivalents als astinoms que exercien les seves funcions a la ciutat i tenia uns deures similars als hilors, els vigilants dels boscos.
Aristòtil no diu en quins estats existien, però segurament eren propis de l'Àtica, ja que Plató els menciona en diverses ocasions com a integrants d'un dels cossos policials. Però no aclareix quines funcions feia l'agrònom. En un lloc diu que controlaven les fronteres, quan això corresponia a l'estrateg. En un altre els defineix com els que es feien càrrec dels desbordaments dels rius quan causaven inundacions. Les funcions dels agrònoms no les menciona cap més autor antic, però Demòstenes parla d'un cas d'inundació on un magistrat especial, potser l'agrònom, es va fer càrrec de la situació. No sembla probable que el càrrec fes referència a alguna qüestió forestal, per la manca de boscos a Grècia, i perquè ja hi havia altres magistrats amb aquestes funcions.